# Paseo de las Estatuas
El Paseo de las Estatuas o Paseo de la Argentina se encuentra en el Parque del Retiro de Madrid. Se accede a él desde la Puerta de España y conduce al Paseo de Cuba del parque. Recibe el nombre en referencia a las 13 estatuas que lo jalonan procedentes del Palacio Real de Madrid. Forma parte del Paisaje de la Luz, un paisaje cultural declarado Patrimonio de la Humanidad el 25 de julio de 2021.

## Historia
Las 13 estatuas del Palacio Real que fueron colocadas en el Paseo de las Estatuas corresponden a los siguientes monarcas: Fernando IV de León y Castilla, Sancho IV de León y Castilla, Enrique II de Castilla, García I de León, Urraca de León y Castilla, Berenguela de Castilla, Gundemaro, Carlos I de España, Carlos II de España, Ramón Berenguer IV, Chintila, Alfonso I de Aragón y Sancho IV el Bravo.
Todas ellas fueron ideadas por el arquitecto Francisco Sabatini durante el reinado de Carlos III. Formaban parte de un total de 108 efigies de monarcas españoles cuyo primer destino fue la decoración de la cornisa exterior del Palacio Real de Madrid. Fueron realizadas por diversos artistas bajo la supervisión de los escultores de la Corte Juan Domingo Olivieri y Felipe de Castro. 
Fueron retiradas en cumplimiento de un decreto fechado el 8 de febrero de 1760. Tras esto, las efigies fueron colocadas en distintos lugares como la Plaza de Oriente, los Jardines de Sabatini, el Parque del Retiro, la Glorieta de Pirámides o el Museo de Artillería y el resto fueron enviadas a otras ciudades españolas como El Ferrol, Vitoria o Pamplona.
Existen dos versiones acerca del motivo de la retirada de las estatuas. Una se remite a un criterio estético del monarca al considerar que la decoración del Palacio Real estaba demasiado recargada. La segunda, remite a Isabel de Farnesio, la madre de Carlos III, quien habría tenido un sueño premonitorio según el cual habría un terremoto en Madrid que haría que las estatuas cayeran una a una sobre ella desde la cornisa y por ese temor pidió a su hijo que las retirara.